# 15855 Mariasalvatore
15855 Mariasalvatore è un asteroide della fascia principale. Scoperto nel 1996, presenta un'orbita caratterizzata da un semiasse maggiore pari a 2,2832855 UA e da un'eccentricità di 0,0908496, inclinata di 4,40143° rispetto all'eclittica.